# Romb
| Romb                | Romb                   |
| ------------------- | ---------------------- |
| Dva romba           |                        |
| Družina             | bipiramida             |
| Vrsta               | štirikotnik            |
| Stranice in oglišča | 4, 4                   |
| Grupa simetrije     | D2 (*2)                |
| Dualni mnogokotnik  | pravokotnik            |
| Značilnosti         | konveksni, izotoksalni |

Rómb je v ravninski geometriji štirikotnik z vsemi stranicami enake dolžine, oziroma je enakostranični mnogokotnik s štirimi stranicami. Če je kakšen kot v enakostranem štirikotniku pravi, potem so vsi njegovi koti pravi, in takšen štirikotnik je kvadrat, kjer so tudi stranice pravokotne med seboj. V vsakem rombu sta nasprotni stranici vzporedni. Romb je tako poseben primer paralelograma. Romb je paralelogramu to kar je kvadrat pravokotniku. Romb je tudi poseben primer deltoida, štirikotnika z dvema paroma enakih sosednjih stranic. Nasprotni stranici deltoida nista vzporedni dokler deltoid ni tudi romb. Romb je poseben primer romboida, paralelograma z enakima nasprotnima stranicama in enakima nasprotnima kotoma.

## Splošne značilnosti
Romb v ravnini ima pet prostostnih stopenj: eno za obliko, eno za velikost, eno za usmerjenost in dve za lego.
Diagonali v rombu sta druga na drugo pravokotni. Paralelogram je romb, če sta diagonali med seboj pravokotni. S povezavo srednjih točk stranic lahko tvorimo pravokotnik.
Naj so A, B, C in D oglišča romba, označena levosučno. Če je {\displaystyle {\overrightarrow {AB}}} vektor iz A v B, velja:
{\displaystyle {\overrightarrow {AC}}={\overrightarrow {AB}}+{\overrightarrow {BC}}\;,}
{\displaystyle {\overrightarrow {BD}}={\overrightarrow {BC}}+{\overrightarrow {CD}}={\overrightarrow {BC}}-{\overrightarrow {AB}}\;.}
Zadnja enakost izhaja iz vzporednosti CD in AB. Notranji produkt je:
{\displaystyle <{\overrightarrow {AC}},{\overrightarrow {BD}}>=<{\overrightarrow {AB}}+{\overrightarrow {BC}},{\overrightarrow {BC}}-{\overrightarrow {AB}}>}
{\displaystyle =<{\overrightarrow {AB}},{\overrightarrow {BC}}>-<{\overrightarrow {AB}},{\overrightarrow {AB}}>+<{\overrightarrow {BC}},{\overrightarrow {BC}}>-<{\overrightarrow {BC}},{\overrightarrow {AB}}>}
{\displaystyle =0\;,}
ker sta normi AB in BC enaki, in ker je notranji produkt bilinearen in simetričen. Notranji produkt diagonal je enak nič, če sta le pravokotni.
- romb ima dve diagonali.
- diagonali romba sta razpolovnici kotov {\displaystyle \angle ACD=\angle ACB}, {\displaystyle \angle DBA=\angle DBC} itd.
- vsota kvadratov diagonal je enaka kvadratu stranic, pomnoženemu s 4:

{\displaystyle e^{2}+f^{2}=4a^{2}\!\,.}
- diagonali se razpolavljata v težišču in velja:

{\displaystyle e=2a\cos {\frac {\alpha }{2}}=2a\sin {\frac {\beta }{2}}\!\,,}
{\displaystyle f=2a\sin {\frac {\alpha }{2}}=2a\cos {\frac {\beta }{2}}\!\,.}
- romb ima dve osni simetriji.
- romb je kot deltoid poseben primer tangentnega štirikotnika, ni pa tetivni štirikotnik, saj, če je romb tetivni štirikotnik, je kvadrat. Ima včrtano krožnico s polmerom:

{\displaystyle {\begin{aligned}r&={\frac {a\sin \alpha }{2}}\\&={\frac {ef}{2{\sqrt {e^{2}+f^{2}}}}}\!\,.\end{aligned}}}

## Obseg
Obseg je skupna dolžina vseh stranic:
{\displaystyle o=4a\!\,.}

## Ploščina
Ploščina romba je enaka polovici produkta dolžin njegovih diagonal:
{\displaystyle p={\frac {ef}{2}}\!\,.}
Ker je romb tudi paralelogram s štirimi enakimi stranicami, je ploščina enaka dolžini stranice, pomnoženi z višino na to stranico:
{\displaystyle p=av_{a}\!\,.}
{\displaystyle p=a^{2}\sin \alpha =a^{2}\sin \beta \!\,,}
kjer je α kot med dvema stranicama v realnem intrervalu (0,π), {\displaystyle \beta =\pi -\alpha }.
Ploščina romba je enaka tudi produktu polobsega in polmera včrtane krožnice:
{\displaystyle p=2ar\!\,.}

## Izvor besede
Beseda romb izhaja iz grščine za nekaj kar se vrti. Evklid je rabil besedo starogrško ῥόμβος: rómbos - tamburin. Tedaj je moralo biti to glasbilo verjetno romboidne oblike in ne krožne, kot je danes. Njegovi prevajalci menijo, da je beseda izvedena iz grške starogrško ρέμβω: rémbo - vrteti se v krogu. Arhimed je rabil izraz »trdni romb« za dva stožca z isto osnovno ploskvijo. Prva sta besedo »romb« uporabila Heron in Papos Aleksandrijski.